# ジェノヴァのレ・ストラーデ・ヌオーヴェとパラッツィ・デイ・ロッリ制度

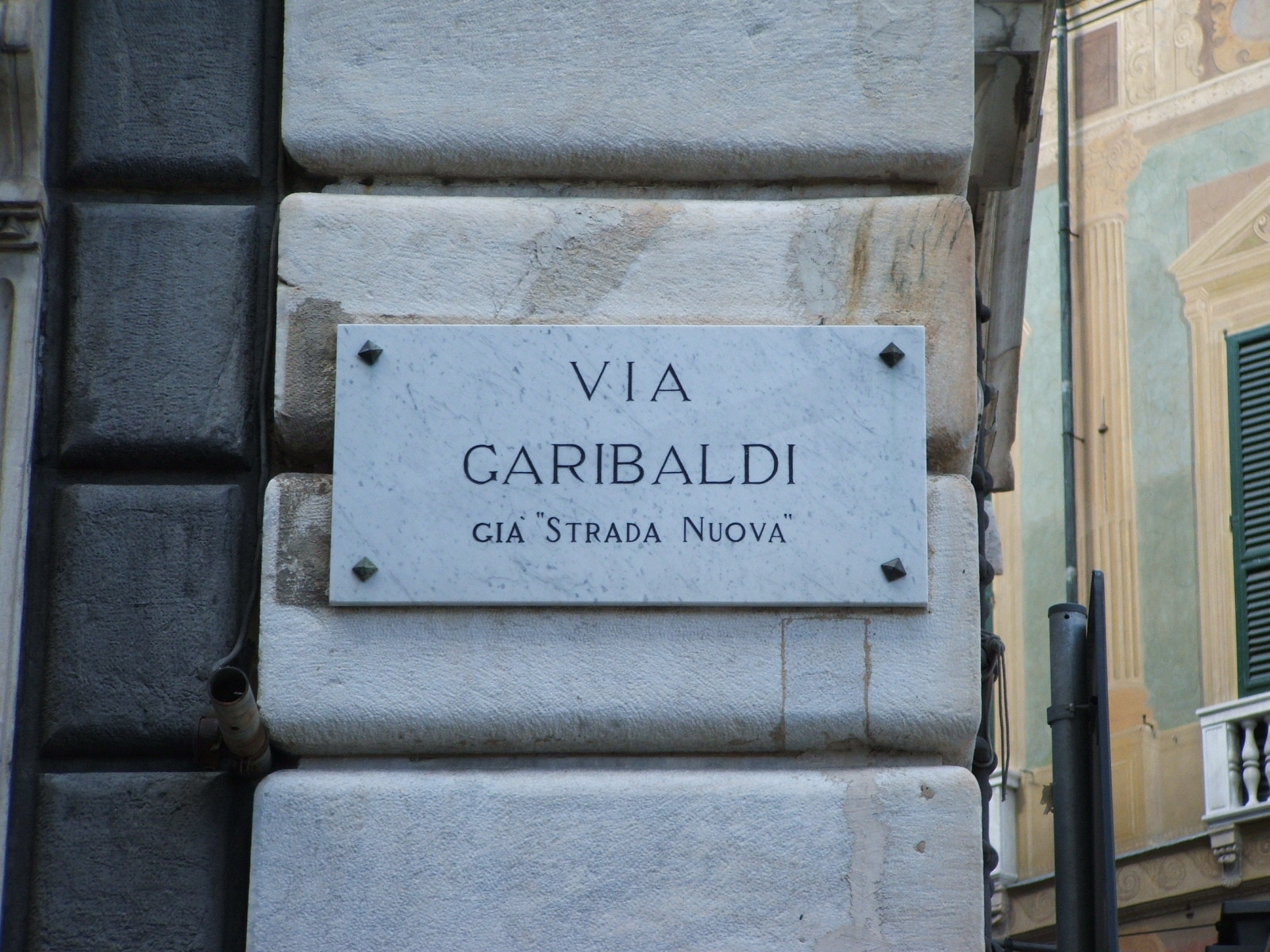
ガリバルディ通りのプレート

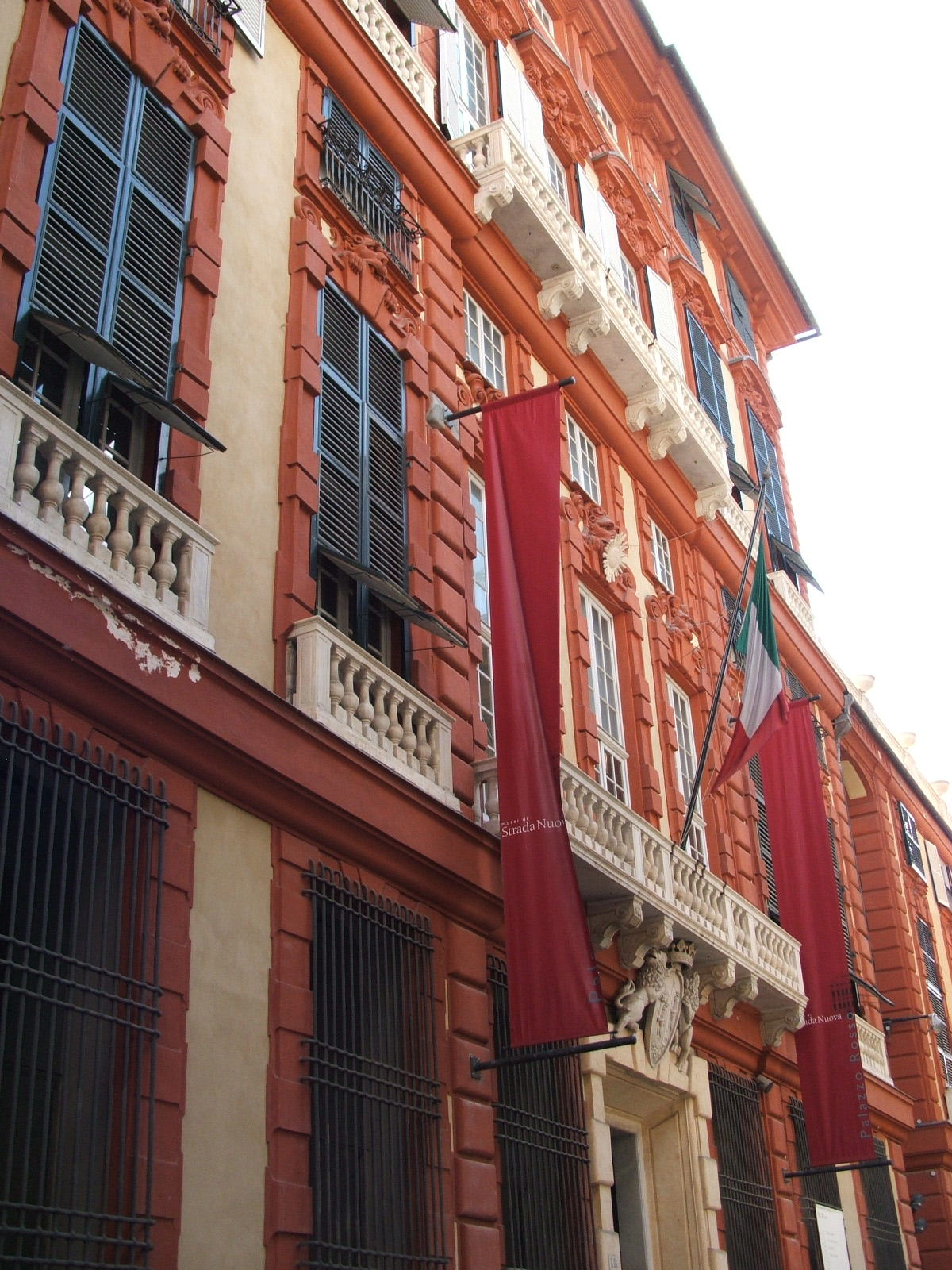
パラッツォ・ロッソ

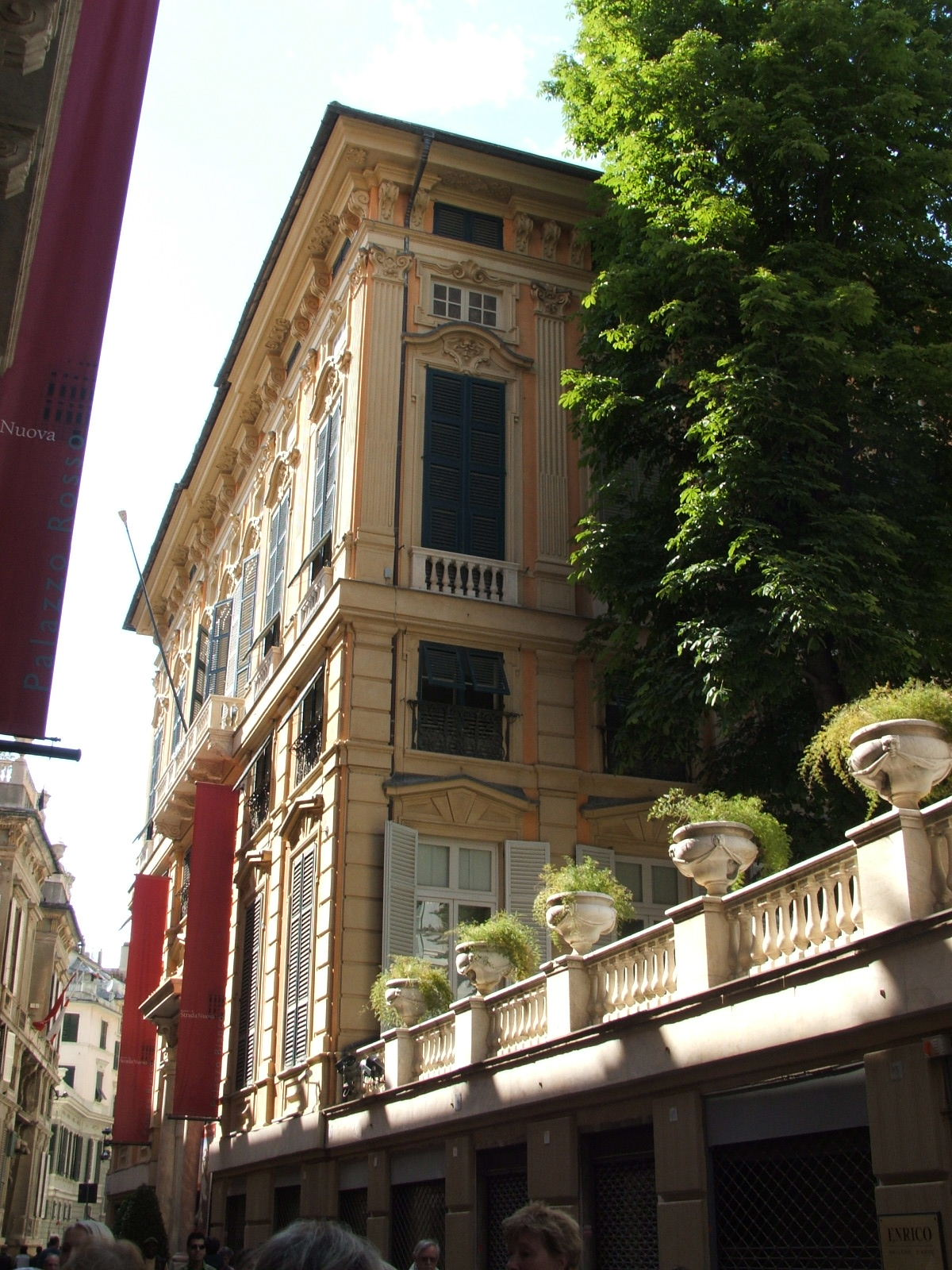
パラッツォ・ビアンコ

「ジェノヴァのレ・ストラーデ・ヌオーヴェとパラッツィ・デイ・ロッリ制度」は、イタリアの世界遺産の一つ。ストラーデ・ヌオーヴェ（単数形はストラーダ・ヌオーヴァ）は、「新しい街路群」の意味で、ジェノヴァで16世紀に整備されたストラーダ・ヌオーヴァ（現在のガリバルディ通り）と、それ以降の時代に出来た二つの街路を指している。ガリバルディ通りには今もパラッツォ（宮殿）群が立ち並んでいるが、「パラッツィ・デイ・ロッリ」（目録の宮殿群）とは、それらの宮殿群がかつての「ロッリ」（迎賓館目録）に掲載されていたことに由来する。

## ガリバルディ通り
ガリバルディ通りは、ジェノヴァの大通りの一つで、商業的な中心地に近い16世紀の邸宅群が並んでいる街区である。同時に、立ち並ぶ宮殿（パラッツォ）群が建築学上の大きなインパクトを持っている歴史地区の大通りである。スタール夫人はこの通りを「王たちの通り」（Via dei Re）と呼ぶに相応しいとした。
かつてはストラーダ・ヌオーヴァ（新街路）と呼ばれたが、1882年にイタリア統一に功があったジュゼッペ・ガリバルディにあやかって改称された。

## 迎賓館目録
かつてのジェノヴァ共和国時代の「迎賓館目録」（Rolli degli alloggiamenti pubblici）は、身分の高い人々を迎えるための宮殿や貴族の高級住宅をまとめた一覧だった。
そこに挙げられていた宮殿のうち、パラッツォ・カンビャーゾ（Palazzo Cambiaso, 1565年）とパラッツォ・レルカリ＝パロディ（Palazzo Lercari-Parodi, 1567年）は、建築家ガレアッツォ・アレッシの手になるものである。

### 主な宮殿群
フォンターネ・マローゼ広場（Piazza Fontane Marose）からメリディアーナ広場（Piazza della Meridiana）方向へと、主なものを右から左の順で交互に紹介すると以下の通りである。
パラッツォ・パラヴィチーニ・カンビャーゾ（Palazzo Pallavicini Cambiaso）
伯爵アゴスティーノ・パラヴィチーニ (Agostino Pallavicini) のために、ベルナルディノ・カントーネ（Bernardino Cantone）の設計で、建築家ガレアッツォ・アレッシ（Galeazzo Alessi）によって1558年から建てられ始めた宮殿である。18世紀にはカンビャーゾ家の手に渡った。
ジェノヴァの画家であるアンドレア・セミノ（Andrea Semino）とオッターヴィオ・セミノ（Ottavio Semino）の作品である『サビーニ人の略奪』（L'enlèvement des Sabines）や『エロスとプシュケの物語』が所蔵されている。
パラッツォ・パンタレオ・スピノラ（Palazzo Pantaleo Spinola）
パラッツォ・ガンバロ（Palazzo Gambaro）とも呼ばれる。パンタレオ・スピノラ（Pantaleo Spinola）のために、建築家ベルナルド・スパツィオ（Bernardo Spazio）によって建てられた。完成させたのはピエトロ・オルソリノ（Pietro Orsolino）である。
ジョヴァンニ・ベルナルド・カルローネ（Giovanni Bernardo Carlone）と ジョヴァンニ・バッティスタ・カルローネ（Giovanni Battista Carlone）の兄弟によるいくつかのフレスコ画がある。
パラッツォ・レルカリ・パロディ（Palazzo Lercari Parodi）
1567年に建築家アレッシによって建てられた。ルカ・カンビアーゾ（Luca Cambiaso）のフレスコ画がある。
パラッツォ・カッレガ・カタルディ（Palazzo Carrega Cataldi）
トビア・パッラヴィチーノ（Tobia Pallavicino）のためにジョヴァンニ・バッティスタ・カステッロ（Giovanni Battista Castello alias il Bergamasco）が設計した。建築はバルトロメオ・リッチョ（Bartolomeo Riccio）、ドメニコ・ソラリ（Domenico Solari）、アントニオ・ロデリ（Antonio Roderio）が手分けした。
パラッツォ・ドリア（Palazzo Doria）
ジェノヴァのドージェであったスピノラ家（Spinola）のために、建築家ベルナルディノ・カントーネ（Bernardino Cantone）が1563年に設計した。
パラッツォ・ポデスタ（Palazzo Podestà）
ニコロージョ・ロメッリーニ（Nicolosio Lomellini）のためにジョヴァンニ・バッティスタ・カステッロとベルナルディノ・カントーネによって1559年から1565年にかけて建てられた。
パラッツォ・カッターネオ・アドルノ（Palazzo Cattaneo Adorno）
ラッツァーロ・スピノラとジャコモ・スピノラのために、1583年から1588年に建てられた。
パラッツォ・ドリア・トゥルシ（Palazzo Doria Tursi）
ニッコロ・グリマルディ（Niccolò Grimaldi）のために、ドメニコ・ポンセッロ（Domenico Ponsello）とジョヴァンニ・ポンセッロ（Giovanni Ponsello）の設計にもとづいて1565年に建てられた。
パラッツォ・カンパネッラ（Palazzo Campanella）
バルダッサーレ・ロメッリーニ（Baldassarre Lomellini）のために、ジョヴァンニ・ポンツェッロ（Giovanni Ponzello）の設計で1562年に建てられた。
パラッツォ・トッレッテ（Palazzo delle Torrette）
ジェノヴァ提督アンドレア・ドーリアの甥にあたるトゥルシ公爵ジョヴァン・アンドレーア・ドリア（Giovan I Andrea Doria）のために、ジャコモ・ヴィアーノ（Giacomo Viano）が設計した。
パラッツォ・ロッソ（Palazzo Rosso）
ジョヴァンニ・フランチェスコ・ブリニョル・サレ（Giovanni Francesco Brignole Sale）兄弟のために、ピエル・アントニオ・コッラディ（Pier Antonio Corradi）が設計し、1670年に建てられた。
1874年にガリエラ公爵夫人マリーア・ブリニョーレ・サーレ・デ・フェラーリが、博物館を開設させるためにジェノヴァ市に寄贈した。
パラッツォ・ビアンコ（Palazzo Bianco）
1530年から1540年の間にルーカ・グリマルディのために建てられた。1884年にガリエラ公爵夫人マリーア・ブリニョーレ・サーレ・デ・フェラーリによって、パラッツォ・ロッソ同様に博物館転用を目的として寄贈された。

## 登録基準
この世界遺産は世界遺産登録基準のうち、以下の条件を満たし、登録された（以下の基準は世界遺産センター公表の登録基準からの翻訳、引用である）。
- (2) ある期間を通じてまたはある文化圏において、建築、技術、記念碑的芸術、都市計画、景観デザインの発展に関し、人類の価値の重要な交流を示すもの。
- (4) 人類の歴史上重要な時代を例証する建築様式、建築物群、技術の集積または景観の優れた例。